# Opunere la arestare
În unele țări, opunerea la arestare este o acuzație penală⁠(d) împotriva unei persoane care a fugit de la o infracțiune.

## Prezentare generală
O persoană care se opune arestării a făcut, în funcție de jurisdicție, cel puțin unul dintre următoarele acte:
- fuga de un ofițer de poliție în timpul arestării
- amenințarea unui ofițer de poliție cu violență fizică în timpul arestării
- lupta fizică pentru a se elibera de imobilizare (încătușare sau urcare în vehiculul poliției)
- atacarea unui ofițer de poliție în timpul arestării
- furnizarea unei identități false unui polițist (fie verbal, fie prin prezentarea unui document oficial fals, de exemplu un act de identitate fals)

## Context
Site-ul Resisting Arrest precizează că nu toate arestările sunt legale și se bazează pe o cauză probabilă. Cu toate acestea, o încercare de a se opune arestării poate conduce la acuzații suplimentare.